# 六合 (バンド)
六合 （りくごう）は京都で結成された日本のロックバンド。所属レーベルは413tracks。

## 概要・略歴
2004年に ボーカル 積田晋平のソロ活動として「六合」としての活動をスタートする。ほどなく、他のメンバーが加入し、バンド形態となる。
初の音源となるミニアルバム『幽遠（ゆうえん）』はギターリフ主体のヘヴィメタルの要素が強かったが、1stアルバム『宵闇の残光（よいやみのざんこう）』以降はプログレッシブ・メタルやラウドロック、民族音楽、エレクトロニカなど多様な音楽性を取り入れたサウンドを特徴としており、自らを『ダーク・ロック・バンド』と標榜している。また、歌詞はすべて日本語に拘っており、英語などの外来語は一切使用されていない。

バンド名である『六合』の意味については、
言葉自体の意は「東西南北、天地」の六方を指し、宇宙を表す。その空間的な意の裏側に「喜怒哀楽、生死」の六要素を付け加え、物理的、精神的、両側面から「世界」そのものを指す。但し、この「世界」とはあくまで精神的な面が優位にあり、それは即ち各個人が持つ己を中心としたそれぞれの精神世界である。
主観の宇宙。

六合の音楽とは己の精神世界の奥底を探り、見出し、音と言葉で形造る一つの主観の宇宙の結晶である。それを聴く者がそれぞれの主観の宇宙を以って六合の音に触れ、良き物を感じる事を望む。
とオフィシャルサイトで説明されている。

## メンバー

### 現ラインナップ
- 積田晋平（つみた しんぺい）：ボーカル（2004- ）  KONAMIのアーケード・ゲーム「pop'n music 19 TUNE STREET」内の楽曲"断罪プラズマ"（黒沢ダイスケ作曲）に参加。
- 原田一樹（はらだ かずき）：ギター（2012- ）  極楽浄土でも活動中。
- 仲出克大（なかいで かつひろ）：ギター（2012- ）
- 杉森俊幸（すぎもり としゆき）：ベース（2016- ）  過去、Concerto Moon、MinstreliXにも在籍。
- 内田伸吾（うちだ しんご）：ドラムス（2004- ）  過去、MinstreliX、ALL IMAGES BLAZING、DREAMSTORIAにも在籍。
- 八木俊介（やぎ しゅんすけ）：キーボード（2008- ）  最強プレイヤーズ・コンテスト2009 キーボード部門でグランプリを受賞。

### 旧メンバー
- 宮脇貴博（みやわき たかひろ）：ギター（2004 - 2006）
- 増戸清貴（ますど きよたか）：ベース（2004 - 2011）
- 南大輔（みなみだいすけ）：ギター（2006 - 2009）
- 村田佑介（むらた ゆうすけ）：ギター（2006 - 2011）
- 岸本唯貴（きしもと ゆいき）：ギター（2011 - 2012）
- 泉良輔（いずみ りょうすけ）：ベース（2011 - 2016）

## ディスコグラフィ

### オリジナル・アルバム
- 2008年 宵闇の残光
- 2013年 暁に産声、忘却の鼓動
- 2019年 饒彩万輝

### ミニアルバム
- 2005年 幽遠
- 2015年 黒蛇紅蛇
- 2021年 化生

### シングル
- 2009年 緋

### コンピレーション
- 2009年 SAMURAI METAL VOL.5
- 2010年 真神楽